# Zak Hilditch
Zak Hilditch és un director i escriptor australià,conegut per la pel·lícula These Final Hours (2013) i 1922 (2017). És diplomat per la universitat Curtin a Perth a Austràlia Occidental.

## Filmografia
Curtmetratges
| Any  | Títol                   | Director | Guionista |
| ---- | ----------------------- | -------- | --------- |
| 2006 | At Play                 | Sí       | Sí        |
| 2006 | The Glimpse             | Sí       | Sí        |
| 2007 | Before Closing          | Sí       | Sí        |
| 2009 | Arrivals and Departures | Sí       | Sí        |
| 2012 | Transmission            | Sí       | Sí        |

Llargmetratges
| Any  | Títol                        | Director | Guionista | Productor |
| ---- | ---------------------------- | -------- | --------- | --------- |
| 2003 | Waiting for Naval Base Lilly | Sí       | Sí        | Sí        |
| 2005 | The Actress                  | Sí       | Sí        | Sí        |
| 2007 | Plum Role                    | Sí       | Sí        | Sí        |
| 2010 | The Toll                     | Sí       | Sí        | Sí        |
| 2013 | These Final Hours            | Sí       | Sí        | No        |
| 2017 | 1922                         | Sí       | Sí        | Executiu  |
| 2019 | Rattlesnake                  | Sí       | Sí        | Executiu  |
| 2024 | We Bury the Dead             | Sí       | Sí        | No        |